# 吳慧莉
吳慧莉，印度尼西亚科學家、大學教授，韋地雅曼達拉天主教大學工程學院副院長，國立臺灣科技大學化學工程博士畢業、曾被新加坡雜誌《亞洲科學家》（Asian Scientist）評選為亞洲百大傑出科學家。

## 簡歷
2013年取得臺灣科技大學化工博士，並返回印尼的韋地雅曼達拉天主教大學任教，並擔任工程學院副院長一職，任內期間即與臺科大保持學術合作，推動兩校雙聯學制。
2017年，吳慧莉獲得愛思維爾基金會獎，是一個提供發展中國家女性科學家的獎項。
她的研究領域為去除廢水中的反應性和有毒的有機合成物。作為在河邊長大的孩子，她深知工廠廢水排放對生態的嚴重影響，並透過Fenton氧化法與超臨界的過程來處理汙水。